# I tre ballerini
I tre ballerini è un dipinto a olio su tela (215x142 cm) realizzato nel 1925 dal pittore spagnolo Pablo Picasso. È conservato nella Tate Gallery di Londra.
Il dipinto mostra tre ballerini, dei quali il primo sulla destra a mala pena visibile. Si sta svolgendo una macabra danza: il ballerino a sinistra ha la testa piegata secondo un angolo impossibile. Il ballerino a destra è solitamente identificato con Ramon Pichot, amico di Picasso morto mentre il pittore stava realizzando questo quadro. Quello sulla sinistra, invece, si ritiene essere la moglie di Pichot, Germaine Gargallo; infine il ballerino centrale è identificato con Carlos Casagemas, amico pure lui di Picasso, nonché amante di Germaine. Casagemas si suicidò dopo il tentato omicidio di Germaine, 24 anni prima della morte di Pichot, e la perdita di due dei suoi migliori amici spinse Picasso a dipingere questa agghiacciante rappresentazione del triangolo amoroso.
Il quadro appartiene al Periodo surrealista.